# Застава Доминике
Застава Доминике је усвојена 3. новембра 1978. а мање измене су направљене 1981, 1988, и 1990. На зеленој позадини се налази црвени круг у којем је Sisserou папагај окружен са десет зелених звезда које представљају 10 политичких рејона овог острва. Четири пруге у три боје (жута, црна и бела) излазе хоризонтално и вертикално из круга.
Елементи на застави носе симболичан значај. Папагај је национална птица Доминике и циљ јој је инспирисати грађане да постигну своје највише циљеве. Звезде симболишу и наду и једнакост, а линије у својој целовитости формирају крст и тиме рефлектују главну веру у овој земљи. Три линије од којих се крст састоји такође симболизују Свето Тројство. Боје на застави представљају: зелена - вегетацију, црвена - социјалну правду, жута - сунчеву свјетлост, црна - земљу и афричко порекло, а бела - бистре воде и чистоћу.